# الرعاية قبل الولادة

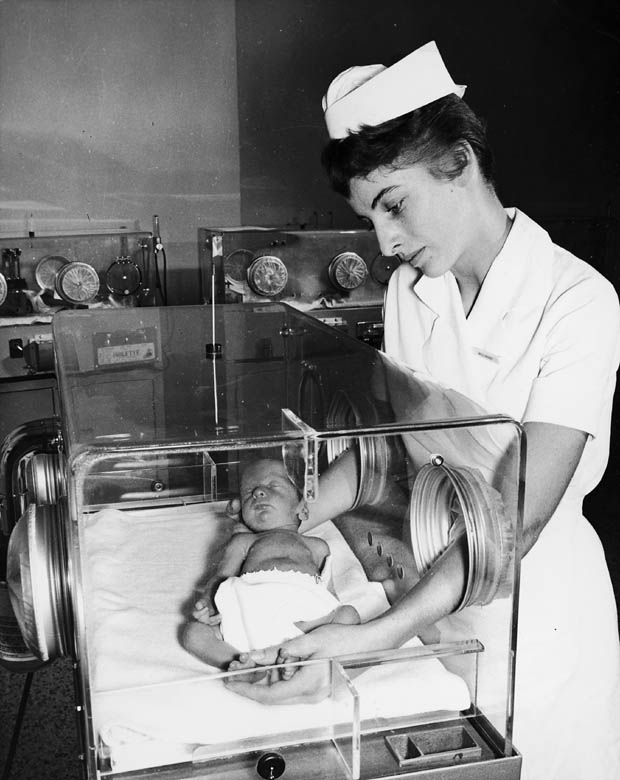

الرعاية السابقة للولادة (بالإنجليزية: Prenatal care)، والتي تعرف أيضًا بالرعاية أثناء الحمل - هي نوع من أنواع الطب الوقائي. والهدف منها هو تقديم الفحوصات الدورية التي تتيح للأطباء والقابلات علاج المشاكل الصحية المحتملة أثناء فترة الحمل والوقاية منها وتعزيز أنماط الحياة الصحية التي يستفيد منها كل من الأم والطفل. وتتلقى السيدة الحامل خلال هذه الفحوصات المعلومات الطبية اللازمة بشأن التغيرات الفسيولوجية أثناء الحمل، والتغيرات البيولوجية، وتغذية ما قبل الولادة متضمنة تناول فيتامينات ما قبل الولادة. وتقدم أيضًا خلال الفحوصات الدورية التوصيات بشأن التدابير العلاجية والتغييرلأنماط حياة صحية أفضل وتسهم خدمات الرعاية الروتينية المتوفرة أثناء فترة الحمل – متضمنة اختبار ما قبل الولادة والتشخيص- بشكل كبير في تقليل حالات وفيات الأمهات والإجهاض التلقائي والتشوهات/العيوب الخلقية والأطفال ناقصى الوزن عند الولادة، وعدوى الأطفال حديثى الولادة، والمشاكل الصحية التي  يمكن الوقاية منها.
ذكرت منظمة الصحة العالمية أنه في عام 2015 كان هناك نحو 830 سيدة يفقدن حياتهن كل يوم بسبب مشكلات الحمل والولادة. وخمس فقط ممن يعشن في الدول ذات الدخل المرتفع، أما الباقي فيعشن في الدول ذات الدخل المنخفض.
أجريت دراسة على أوجه الاختلاف في الولادة المبكرة وانخفاض الوزن عند الولادة بين السيدات المحليات والمهاجرات ولاحظت الفارق الناجم عن الرعاية التي  تلقوها قبل الولادة. وتناولت الدراسة التي  أجريت ما بين أعوام 1997-2008 نحو 12.708 سيدة وضعن في منطقة بأسبانيا.وأشارت النتائج إلى أن انخفاض الوزن الشديد عند الولادة والولادة قبل الأوان أكثر انتشارًا بين النساء المهاجرات عن المحليات (كاستيلو آخرين 2012). وأظهرت الدراسة أهمية تلقى الرعاية السابقة على الولادة وأن الرعاية أثناء الحمل على المستوى العالمى ستساعد الأشخاص من كافة الأجناس للحصول على الرعاية المناسبة قبل الحمل/ والولادة (كاستيلو وآخرين 2012).
توصي منظمة الصحة العالمية بضرورة تلقي السيدة الحامل أربع زيارات قبل الولادة لتحديد المشكلات وحلها وإعطاء التطعيمات. وبالرغم من أهمية الرعاية السابقة على الولادة لتحسين صحة الأم والطفل، إلا أن العديد من السيدات لا يتلقين الأربع زيارات.
هناك أساليب عدة لتغيير الأنظمة الصحية من أجل مساعدة السيدات للحصول على الرعاية أثناء الحمل مثل السياسات الصحية الجديدة، وتثقيف أخصائيي الصحة، وإعادة تنظيم الخدمات الصحية، ويمكن للتدخلات المجتمعية التي تعاون الأشخاص على تغيير سلوكياتهم أن يكون لها دورًا في هذا. ومن أمثلة تلك التدخلات الحملات الإعلامية التي يستفيد منها العديد من الأشخاص، التي تمكن المجتمعات من التحكم في حالتهم الصحية، والحملات الإعلامية الرامية للتعليم التثقيفي، والحوافز المالية. وتبين من الاستعراض الذي تناول هذه التدخلات أن إحدى هذه التدخلات يمكن أن تساعد في تحسين عدد السيدات اللاتي يتلقين الرعاية السابقة على الولادة. ومع هذا، يمكن للتدخلات التي  تستخدم معًا خفض وفيات الأطفال أثناء الحمل والمرحلة المبكرة من الحياة، وخفض عدد الأطفال الذين يعانون من انخفاض الوزن عند الولادة، وتحسين عدد السيدات اللاتي يتلقين الرعاية السابقة على الولادة.
تتكون الرعاية التقليدية أثناء الحمل في الدول ذات الدخل المرتفع من:
- زيارات شهرية خلال الربع الأول والثاني من الحمل (من الأسبوع الأول حتى الأسبوع الثامن والعشرين).
- زيارات كل أسبوعين من الأسبوع الثامن والعشرين حتى الأسبوع السادس والثلاثين من الحمل.
- زيارات أسبوعية من الأسبوع السادس والثلاثين حتى الولادة، ومن الأسبوع الثامن والثلاثين حنى الثاني والأربعين.
- تقييم الاحتياجات أثناء الحمل و العلاقات الأسرية.

تم وضع الشكل التقليدى للرعاية السابقة على الولادة منذ مطلع التسعينيات، وهناك القليل من الأبحاث التي تشير إلى أنه السبيل الأمثل لمنح الرعاية السابقة على الولادة. فالرعاية أثناء الحمل يمكن أن تكون مكلفة وتستخدم الكثير من الموارد. وتصف الفقرات التالية الأبحاث التي  اجريت على الأشكال الأخرى للرعاية السابقة على الولادة، والتي يمكن لها أن تخفف العبء على خدمات الأمومة في كافة الدول.
الولادة قبل الأوان

## عدد الزيارات
ليس ثمة أدلة كثيرة تتعلق بعدد الزيارات السابقة على الولادة التي تتلقاها السيدة الحامل، ونوع الرعاية والمعلومات المقدمة في كل زيارة. وكان هناك اقتراح بأن تتلقى السيدات اللواتي لديهن حمل قليل المخاطر زيارات أقل أثناء الحمل. ومع ذلك، فحينما تم اختبار ذلك، وجد أن السيدة التي تلقت زيارات أقل لديها طفل أكثر عرضة لدخول العناية المركزة لحديثي الولادة والمكوث بها لفترة أطول. ( بالرغم من أن ذلك يمكن أن يكون وليد الصدفة). وهناك أكثر من 14 % من الأطفال الرضع يموتون مقارنة بأولئك الذين تلقت أمهاتهم عدد ثابت من الزيارات. والسيدة التي حصلت على زيارات أقل أثناء الحمل غير راضية عن مستوى الرعاية التي تلقتها مقارنة بالسيدة التي حصلت على عدد ثابت من الزيارات. البديل الجديد المستخدم لبعض الزيارات الروتينية أثناء الحمل هو الطب الإلكتروني.

## الرعاية الجماعية مقابل الرعاية الفردية
إن الرعاية الجماعية السابقة على الولادة لديها فائدتين جليتين: فتكلفتها أقل من الزيارات التي تتم على أساس فردي. وتتلقى السيدة ساعات أكثر من الرعاية في مجموعة من تلك التي تتلقاها بمفردها. ولم يتم إجراء سوى دراسات قليلة على الرعاية الجماعية ولكنها وجدت أن السيدات يعرفن الكثير عن الحمل، والولادة، والتربية في إطار المجموعات. وقد ذكرت الأمهات أنهن يفضلن الرعاية الجماعية. ولم يجد الاستعراض الذي أجري أي اختلافات بين كيفية استمرار الحمل في إطار المجموعة وبين استمراره في إطار الرعاية المنفردة.

## رعاية القابلات
تعني رعاية القابلات للسيدة ذات المخاطر الضعيفة قيام فريق من القابلات (وممارس عام إذا ما لزم الأمر) بتولي الرعاية التي تتلقاها السيدة الحامل، والتي لا ترى في العادة طبيب متخصص أثناء فترة الحمل. وتكون السيدة الحامل التي تتولاها القابلة أكثر عرضة للولادة دون طلق اصطناعي إنما تلد ولادة طبيعية دون تحفيز المخاض. ومع ذلك فهي أقل عرضة لسقوط ماء الرحم، أو الولادة غير الطبيعية، أو بضع المهبل، أو الولادة المبكرة. وقد أجرى جراحات قيصرية نفس عدد السيدات في كل مجموعة.

## فحوصات ما قبل الولادة
تصنف السيدة الحامل أثناء الزيارة الأولى لرعاية ما قبل الولادة وبمساعدة قائمة التسجيل المرجعي على أنها ذات مخاطر عادية أو مخاطر عالية
تمنح السيدة الحامل في العديد من الدول سجل ملاحظات موجز عن حالتها، متضمنًا معلومات أساسية هامة عن حملها على سبيل المثال، السيرة المرضية، والرسوم البيانية للنمو، وأي تقارير فحص أخرى. وإذا ما ذهبت الأم لأي مستشفى أخرى للرعاية أو الولادة، فيمكن للقابلات أو الأطباء استخدام سجل الملاحظات حتى يصل سجل حالتها الخاص بالمستشفى.
أظهر الفحص الذي بحث حالات السيدات اللواتي احتفظن بسجل ملاحظاتهن أنهن لديهن خطورة أكبر لإجراء جراحة قيصرية. ومع ذلك ذكرت السيدات أنهن يمتلكن زمام الأمور بصورة أكبر حين تواجد سجل بحالتهن ويرغبن في ذلك في حملهن المستقبلي. وأفادت 25 % من السيدات أنهن فقدن سجل المستشفى في المستشفى بالرغم من أنه لم تغفل أي واحدة منهن أخذ الملاحظات الخاصة بها في أي جلسة فحص.
إن التشخيص السابق على الولادة أو الفحوصات السابقة على الولادة (مع ملاحظة أن التشخيص السابق على الولادة أو الفحوصات السابقة على الولادة تشيران إلى نوعين مختلفين من الاختبارات) هو عبارة عن اختبار/تجربة للأمراض أو الحالات التي تصيب الجنين الحي أو الجنين قبل ولادته. و يكون لدى طبيب التوليد والقابلات القدرة على مراقبة صحة الأم والنماء السابق للولادة أثناء فترة الولادة من خلال مجموعة من الفحوصات الدورية.
وتتكون الفحوصات البدنية بوجه عام من:
- تجميع التاريخ المرضي/السيرة المرضية (للأم).
- قياس ضغط الدم (للأم).
- فحص الحوض.
- مراقبة ضربات قلب الجنين.
- تحليل الدم وتحليل البول للأم.
- المناقشة مع مقدم الرعاية.

يتم قياس طول قاع رحم الحامل في بعض الدول كالمملكة المتحدة كجزء من الفحوصات السابقة على الولادة في الأسبوع 25 من الحمل. (يتم قياس طول قاع رحم الحامل من عظمة العانة للسيدة حتى عنق الرحم). ولم يجد الاستعراض الذي تناول تلك الممارسة سوى بحث واحد فقط، لذا فلا توجد أدلة كافية للقطع بشأن ما إذا كان قياس قاع رحم الحامل سيساعد في الكشف عن الأطفال صغار الحجم أو كبار الحجم. وحيث إن قياس طول قاع رحم الحامل ليس مكلف ويستخدم في أماكن عدة، فيوصى الاستعراض بالاستمرار في هذه الممارسة.
تعد الرسوم البيانية للنمو وسيلة للكشف عن الأطفال صغار الحجم عن طريق قياس طول قاع رحم الحامل. وهناك نوعين من بيانات النمو:
1. ·       الرسوم البيانية السكانية التي توضح النمو والحجم القياسي لكل طفل.
2. ·       الرسوم البيانية للنمو المصممة خصيصًا والتي تم إعدادها لمراقبة وزن وطول الأم ومعرفة أوزان الأطفال السابقين.[15]

خلص الاستطلاع الذي أجرى لمعرفة أي من الرسوم البيانية التي تكشف عن الأطفال صغار الحجم أنه لا يوجد بحث جيد النوعية يوضح أيهما الأفضل. وهناك حاجة لإجراء المزيد من الأبحاث قبل التوصية بإعداد الرسوم البيانية للنمو المصممة خصيصًا لأنها تكلف الكثير من الأموال وتستغرق الكثير من الوقت من موظفي الرعاية الصحية من أجل إعدادها.
يتم في العادة إجراء تخطيط الصدى التوليدي بالموجات فوق الصوتية خلال الثلث الثاني من الحمل في الأسبوع العشرين تقريبًا. وتعتبر الموجات فوق الصوتية آمنة نسبيًا ويتم استخدامها منذ خمسة وثلاثين عامًا لمتابعة الحمل. وتستخدم الموجات فوق الصوتية –من بين أشياء الأخرى- من أجل:
- تشخيص الحمل (غير شائع).
- التحقق من وجود عدة أجنة.
- تقييم المخاطر المحتملة التي قد تتعرض لها الأم (الإجهاض التلقائي، أو البويضات التالفة، أو الحمل المنتبذ، أو الحمل العنقودي).
- التحقق من التشوهات الجنينية (مثل حنف القدم، وتشقق العمود الفقري، وفلح الشفة والحنك، وتشنج قبضة اليد).
- تحديد إذا ما كان هناك حالة تخلف داخل الرحم
- ملاحظة نمو أجزاء جسم الجنين القلب، والدماغ، والكبد، والمعدة، والجمجمة، والعظام الأخرى).
- فحص السائل السلوي والحبل السري من أدل تلافي المشاكل المحتملة.
- تحديد وقت الولادة (استنادًا على القياسات و تقدم نماء الطفل ذو الصلة).

يتم طلب إجراء الموجات فوق الصوتية حينما يشتبه في وجود حالات غير طبيعية أو وفقًا لجدول كالتالي:
- سبعة أسابيع: تأكيد الحمل لضمان أنه ليس هناك حمل منتبذ أو حمل عنقودي، وتحديد موعد الولادة.
- الأسابيع من الثالث عشر إلى الرابع عشر (بعض المناطق)، تقييم احتمالية الإصابة بمتلازمة داون.
- الأسابيع من الثامن عشر إلى العشرين – انظر القائمة الموسعة أعلاه
- أربعة وثلاثين أسبوع (بعض المناطق)- تقييم الحجم، فحص المشيمة.

كشف الاستعراض الذي تناول الموجات فوق الصوتية الروتينية التي أجريت بعد 24 أسبوع أنه ليس ثمة أدلة تظهر أية فوائد للأم والطفل.
تعني الفحوصات المبكرة أنه يمكن الكشف عن حالات الحمل المتعدد في مرحلة مبكرة من الحمل ومنح مواعيد أكثر دقة للولادة، وبالتالي لا يحتاج عدد كبير من السيدات لتحفيز المخاض وهم ليسوا بحاجة إليه.
تختلف مستويات التعقيبات الخاصة بنتائج الموجات فوق الصوتية. فالمستوى المرتفع من التعقيبات يعني إتاحة رؤية الشاشة للأبوين و منحهم وصف تفصيلي لما يشاهدونه. أما المستوى الأقل فهو حينما يتم مناقشة النتائج في النهاية، ويتم منح الأبوين صورة من أشعة الموجات فوق الصوتية. ويؤثر أسلوب التعقيب على مدى قلق الأبوين والسلوك الخاص بصحة الأم برغم من عدم وجود أدلة كافية تشير إلى التوصل لنتائج واضحة. وكشفت إحدى الدراسات الصغيرة التي أجريت أن السيدة التي تتلقى تعقيبات كثيرة أكثر عرضة للإقلاع عن التدخين وتناول الكحوليات برغم من ضعف جودة الدراسة والحاجة إلى مزيد من الأبحاث لتحديد أي من مستويات التعقيب هي الأفضل.
يمكن للسيدة التي تمر بحالة حمل مستعصي أن تجرى اختبار موجات الدوبلر فوق الصوتية لمعرفة مدى تدفق الدم في الجنين. وتجرى هذه الموجات للكشف عن أي علامات تشير إلى أن تدفق الدم غير طبيعي لدى الجنين وبالتالي فهناك خطورة. وأجرى استطلاع بشأن الموجات فوق الصوتية على كل السيدات حتى لو لم يكن يعانين من حالات حمل مستعصى. وكشف الاستطلاع أنه يمكن أن تكون الموجات فوق الصوتية قد ساهمت في تقليل عدد وفيات الأطفال التي كان يمكن تلافيها، ولكن الأدلة لم تكن قوية بدرجة كبيرة للتوصية بجعلها إجراء روتيني لكل سيدة حامل.

## الولايات المتحدة
تؤثر الرعاية الملائمة أثناء الحمل كل السيدات من مختلف الخلفيات الاجتماعية. وبالرغم من أن توفر تلك الخدمات له فوائد صحية واجتماعية كبيرة على الأفراد، إلا أن المشاكل الاجتماعية الاقتصادية تمنع تبنيها في الدول النامية والمتقدمة مثل الولايات المتحدة. وبينما يمكن للسيدة الحامل تحقيق استفادة من خلال خدمات الرعاية السابقة على الولادة، فهناك مستويات مختلفة من سبل الحصول على الرعاية الصحية بين القطاعات السكانية المختلفة في أنحاء الولايات المتحدة.